# Truevision3D
TrueVision3D是一个商业的3D遊戲引擎，由Sylvain Dupont 在 1999年开发。
TrueVision3D 引擎完全由C++编写，以Microsoft DirectX API为底层，当前版本支持DirectX 9.该引擎可以被多种编程语言使用：C++、C#、Delphi、Visual Basic（6以及 .NET）等。当前的发布版本为6.2，6.5版还在开发中。

## 特征
6.5版包含：3D引擎，多媒体引擎，网络引擎。SDK内包含许多工具用以加速开发：阴影编辑器，模型查看器，多种模型格式输出插件以及特殊效果编辑器。

### 编程语言支持
- Visual Basic 6 (VB6)，使用 ATL/COM Library
- Visual Basic.Net (VB.Net) 使用Managed Library
- C# 使用 Managed Library
- Delphi 使用ATL/COM Library
- C++ 使用库文件
- ...其他使用ATL/COM 或 .NET-的语言

### 3D 引擎
- 完全支持DirectX 9
- SM 3.0顶点／像素阴影
- 优化硬件 T&L 支持
- DirectX 硬件光线支持（自动管理灯光）
- 快速多边形剔除（球形及立方体）
- 四叉树快速地形渲染
- LOD地形
- 地形多级贴图
- TVO（八叉樹）地图，支持室内布景
- 广告牌-基于粒子系统
- 支持X, TVA, TVM 模型
- 优化顶点阴影和硬件像素级渲染
- 大气效果，包括雾，云，天空（立方体和球面系统）
- 可视效果，诸如深景，体积光，雾
- DOT3 碰撞系统（像素级）
- 支持偏移、切线、和物体空间的碰撞映射
- 在低度模型上支持高度模型法线
- 阴影模版
- MAP -> TVO 编辑器
- 快速2D界面绘制（使用默认字体）
- 用于碰撞的高级光线冲突检测
- 骨骼、关键帧动画
- 骨骼模型蒙皮
- 骨骼旋转动画
- 统一角度系统（弧度制和角度制）

### 多媒体引擎
- 硬件／软件声音混合
- 无限制同时发声
- 支持MP3，WAV，MOD，SM3，IT，MID，RMI，SGT格式
- 3D音效
- 高级声音效果（如回声）
- 播放所有格式的影像文件

### 物理引擎
- 以原始的球体、立方体、圆柱体建造人体
- 简单布娃娃系统物理支持
- 完全自动的碰撞支持
- 优化快速绘图系统

### 网络引擎
- 优化实时游戏网络系统
- 支持客户端／服务端，及点对点模式
- 支持UDP套接字传输模式
- 自动ping功能以及数据遗失检测
- 可调节带宽限制
- 多信息包通路

## 开发作品
以下是采用Truevision3D引擎开发的部分游戏作品（排名不分顺序）
- 梦幻战争